# Ogniem i mieczem (film 1999)
Ogniem i mieczem – polski film historyczny z 1999 r. w reżyserii Jerzego Hoffmana, na podstawie powieści Henryka Sienkiewicza pod tym samym tytułem.
Jest to ostatnia z trzech części trylogii Sienkiewicza przeniesiona na ekran przez Jerzego Hoffmana, po Panu Wołodyjowskim (1969) i Potopie (1974), choć kolejność pisania trylogii była odwrotna. Równocześnie z wersją kinową wyprodukowano wersję telewizyjną – miniserial pod tym samym tytułem z 2000 r.

## Fabuła
Połowa XVII wieku. Jan Skrzetuski, poseł księcia Wiśniowieckiego, wraca z misji na Krymie. W drodze ratuje życie kozackiemu pułkownikowi Bohdanowi Chmielnickiemu. Podczas postoju w karczmie zaprzyjaźnia się z dwoma szlachcicami Onufrym Zagłobą i Longinusem Podbipiętą, którzy mieli okazję zobaczyć jak Skrzetuski poradził sobie z napastliwym starostą Czaplińskim, wyrzucając go w błoto przed karczmą. W dalszą drogę wyruszają razem. Wkrótce trafiają na rozbitą kolaskę, należącą do kniahini Kurcewiczowej. Ratują z opresji ją oraz piękną bratanicę jej nieboszczyka męża, Helenę.
Bohdan Chmielnicki organizuje na Siczy wielkie powstanie Kozaków, sprzymierzonych z Tatarami. Rebelianci pokonują wojska koronne pod Żółtymi Wodami i pod Korsuniem. Bunt próbuje „utopić we krwi” książę Jeremi Wiśniowiecki, któremu służą wiernie Jan Skrzetuski z Longinusem Podbipiętą. Obowiązki zawodowe odrywają Skrzetuskiego od ukochanej Heleny. Nie ma dość czasu, aby bronić ją przed wojną i zakochanym w niej Kozakiem, Jurkiem Bohunem. Jurko Bohun ukrywa Helenę Kurcewiczównę u czarownicy Horpyny w Czarcim Jarze, a jako znak-hasło ustala swój piernacz.
Wojska dowodzone przez księcia Jeremiego Wiśniowieckiego nie mogą liczyć na pomoc innych magnatów, bo ci chcą ugody z Kozakami. Pospolite ruszenie, zebrane pod Piławcami, ucieka na wieść o przybyciu Tatarów. Wojska księcia fortyfikują się w twierdzy Zbaraż, który oblega wielka armia dowodzona przez Bohdana Chmielnickiego i chana Islama III Gireja. Szlachta w liczbie kilkunastu tysięcy żołnierzy broni się dzielnie, ale nie ma szans wobec tak wielkiej potęgi.
Książę wysyła Podbipiętę, by ten przekradł się przez oblegających Kozaków i zawiadomił króla o tragicznym położeniu Zbaraża. Longinus ginie naszpikowany strzałami, z litanią na ustach. Misja udaje się Janowi Skrzetuskiemu, dzięki któremu król Jan Kazimierz rusza z odsieczą pod Zbaraż.
Książę Jeremi Wiśniowiecki, Skrzetuski i Zagłoba uważani są i traktowani jak bohaterowie, Helena zostaje ocalona, a Jurko Bohun schwytany (Skrzetuski przebacza mu porwanie Heleny) i uwolniony.

## Obsada
- Bohdan Stupka – jako hetman Bohdan Zenobi Chmielnicki
- Aleksandr Domogarow – ppłk Jurko Bohun (głos – Jacek Rozenek)
- Krzysztof Kowalewski – Jan Onufry Zagłoba
- Michał Żebrowski – por. Jan Skrzetuski
- Zbigniew Zamachowski – por. Jerzy Michał Wołodyjowski
- Izabella Scorupco – kniaziówna Helena Kurcewiczówna
- Andrzej Seweryn – książę wojewoda ruski Jeremi Michał Wiśniowiecki
- Wiktor Zborowski – por. Longinus Podbipięta
- Wojciech Malajkat – Rzędzian
- Ewa Wiśniewska – kniahini Kurcewiczowa
- Maciej Kozłowski – płk Maksym Krzywonos
- Marek Kondrat – król Jan II Kazimierz Waza
- Rusłana Pysanka – Horpyna
- Daniel Olbrychski – Tuhaj-bej
- Leszek Teleszyński – ksiądz Muchowiecki
- Jerzy Bończak – podstarości czehryński Daniel Czapliński
- Andrzej Kopiczyński – płk Zaćwilichowski
- Gustaw Holoubek – wojewoda kijowski Adam Kisiel
- Adam Ferency – chan krymski Islam III Girej
- Gustaw Lutkiewicz – płk Barabasz
- Dariusz Gnatowski – Barabasz, bratanek starego Barabasza
- Lech Dyblik – Anton Tatarczuk
- Bernard Ładysz – Did Lirnik
- Rafał Cieszyński – Subagazi, głównodowodzący wojsk Chana
- Anna Majcher – karczmarka
- Joanna Brodzik – panna młoda na weselu, na który wpadł Zagłoba
- Andrzej Pieczyński – Czeremis
- Włodzimierz Bednarski – Kozak nad Dnieprem
- Jerzy Karaszkiewicz – starosta Hieronim Radziejowski
- Krzysztof Gosztyła – kanclerz wielki koronny Jerzy Ossoliński
- Dmytro Myrhorodski – ataman koszowy
- Andrzej Grąziewicz – ataman Czarnota
- Tomasz Bednarek – dworzanin
- Zdzisław Szymborski – dworzanin
- Jerzy Dukay – Hładki
- Marek Cichucki – Krzysztof Wierszułł
- Krzysztof Kołbasiuk – deputowany w Siczy Zaporoskiej
- Tomasz Grochoczyński – Bychowiec
- Paweł Kleszcz – Mołojec
- Agnieszka Krukówna – młoda Ukrainka
- Andrzej Haliński – Żyd karczmarz
- Andrzej Szczytko – ataman koszowy
- Krzysztof Łukaszewicz – młody Krzywonos
- Jerzy Braszka
- Jerzy Kajetan Frykowski
- Jerzy Cnota – przewoźnik na Dnieprze

Źródło: filmweb.pl

## Produkcja
Zdjęcia kręcono w Lublinie (Kaplica Trójcy Świętej w Lublinie), Sierpcu (Muzeum Wsi Mazowieckiej w Sierpcu), Warszawie (Fort Legionów Cytadeli Warszawskiej, Wilanów, Młociny), Klimkówce, Zubczycy Górnej (Orawski Park Etnograficzny), Krakowie (kamieniołom Skałki Twardowskiego), Ojcowie (Brama Krakowska), Zielonce (poligon), Biskupinie, Biedrusku (poligon) i Sułoszowej (Zamek Pieskowa Skała).
Okres zdjęciowy trwał od 6 października 1997 do 28 czerwca 1998. Efekty specjalne stworzyła firma Machine Shop, która pracowała wcześniej nad takimi filmami jak Terminator 2: Dzień sądu czy Braveheart. Waleczne serce. Ogniem i mieczem promowała piosenka Dumka na dwa serca Edyty Górniak i Mietka Szcześniaka. Taśmy filmowej do montażu było ponad 130 kilometrów. Ogniem i mieczem przyciągnęło do polskich kin największą liczbę widzów po 1989 roku – 7,15 mln.

## Odbiór
Zygmunt Kałużyński uznał film za nieudany z uwagi na brak temperamentu i niejasną akcję, a także bezbarwność postaci („za dużo ambicji wobec pustki”, „luksus w służbie klopsu”). Za błąd reżysera krytyk uznał też złagodzenie jaskrawości powieści i jej neutralizację w obszarze stosunków polsko-ukraińskich, np. usunięcie polskiego tryumfu pod Beresteczkiem. Miało to zrujnować konstrukcję dzieła Sienkiewicza. Postacie Bohuna i Chmielnickiego pokazano w sposób zupełnie inny niż w powieści. Bohun u Sienkiewicza był „dzikim, niebezpiecznym zwierzem”, a Chmielnicki „ponurą morderczą kanalią wiecznie zamroczoną gorzałką”. W filmie to odpowiednio osoba stosunkowo ugodowa oraz zrównoważony polityk. Kałużyński stwierdził, że zrobiono to, by film „nie brzmiał jako antyukraiński. Tymczasem wciąż ma wydźwięk antyukraiński, za to zgubił dynamikę”. Oprócz tego ocenił fotografię dzieła, jako mało przestrzenną, ciasną, a scenografię jako monotonną.
Także ukraińscy intelektualiści dostrzegali w Ogniem i mieczem film bardziej „poprawny politycznie” aniżeli w przypadku pierwowzoru literackiego, co nie zniwelowało ich zdaniem antyukraińskiej poetyki prozy Sienkiewicza. Jurij Szewczuk twierdził, że z powodu „wyraźnie tendencyjnej, jeśli nie ukrainofobicznej” podstawy literackiej film Hoffmana musiał spowodować kontrowersje, niezależnie od intencji reżyserskiej. Historyk Frank Sysyn zaznaczał, że z wyjątkiem Chmielnickiego Kozaków reżyser sportretował jako prymitywów, a film nie odnosił się do prześladowań, z jakimi mierzyła się wspólnota prawosławna w siedemnastowiecznej Rzeczypospolitej. Wizja Sienkiewicza, a w konsekwencji i Hoffmana, budziła na tyle opór Ukraińców (choć wzmogła zarazem u nich zainteresowanie prozą Sienkiewicza), że Ogniem i mieczem doczekało się ukraińskojęzycznych imitacji (Modlitwa za hetmana Mazepę Jurija Illenki z 2001 i Bogdan Zenobi Chmielnicki Mykoły Maszczenki z 2006 roku) o jednoznacznie antypolskiej retoryce. Również Rosjanie wykorzystali konwencję Ogniem i mieczem, tworząc antypolskie widowiska historyczne: 1612 Władimira Chotinienki z 2007 i Taras Bulba Władimira Bortki z 2008 roku.

## Ścieżka dźwiękowa
Ogniem i mieczem – ścieżka dźwiękowa z filmu ukazała się 24 lutego 1999 roku nakładem wytwórni muzycznej Pomaton EMI. Wydawnictwo stanowią utwory skomponowane przez Krzesimira Dębskiego. Nagrania, jak i obrazy były promowane piosenką Dębskiego do słów Jacka Cygana pt. „Dumka na dwa serca”. Partie wokalne wykonali Mieczysław Szcześniak oraz Edyta Górniak. Soundtrack uzyskał certyfikat poczwórnej platynowej płyty.
| Lista utworów |
| --- |
| 1. Prolog 2. Pieśń Jana 3. Pieśń Heleny 4. Atak Kozaków 5. Bezkresny, szeroki stepie... 6. Dumka Bohuna 7. Gniew Bohuna 8. Szarża jazdy polskiej 9. Obrona Zbaraża 10. Pan Longinus 11. Ruta miata 12. Husaria ginie 13. Bitwa 14. Na zielonej Ukrainie 15. Pan Onufry Zagłoba 16. Dajcie dziewkę... 17. Rzędzian i kozacy 18. Żegnaj miła...poseł to święta rzecz... 19. Rozpacz Jana 20. Bunt (Ty byś we krwi utopił...) 21. A kto tu jest szczęśliwy na tej Ukrainie 22. Jar Horpyny 23. Helena w kąpieli 24. Tatarzy 25. Pieśń Heleny (wersja instrumentalna) 26. Na zielonej Ukrainie (finał) 27. Dumka na dwa serca – Edyta Górniak i Mietek Szcześniak |

## Nagrody
- FPFF – Marcin Bastkowski – nagroda za montaż (XXIV Festiwal Polskich Filmów Fabularnych w Gdyni) (1999)
- FPFF – Cezary Grzesiuk – nagroda za montaż (XXIV Festiwal Polskich Filmów Fabularnych w Gdyni) (1999)
- FPFF – Andrzej Haliński – nagroda za scenografię (XXIV Festiwal Polskich Filmów Fabularnych w Gdyni) (1999)
- FPFF – nagroda Jury za twórcze zamknięcie ekranizacji sienkiewiczowskiej epopei – Jerzy Hoffman (1999)
- FPFF – nagroda Prezesa Zarządu Telewizji Polskiej – Jerzy Hoffman (1999)
- Festiwal Polskich Filmów w Chicago – Złote Zęby – nagroda publiczności – Jerzy Hoffman (1999).
- Brylantowy Bilet Stowarzyszenia „Kina Polskie” dla filmu, który przyciągnął do kin najwięcej widzów – Jerzy Hoffman (1999)
- 2. ceremonia wręczenia Orłów
  - Zwycięzca – Najlepsza Drugoplanowa Rola Kobieca – Ewa Wiśniewska
  - Zwycięzca – Najlepszy Producent – Jerzy R. Michaluk, Jerzy Hoffman
- Złota Kaczka w kategorii: najlepszy polski film za rok 1999 – Jerzy Hoffman (2000)
- MFF Słowiańskich i Prawosławnych w Moskwie – I nagroda – Jerzy Hoffman (2000)
- TP SA Music and Film Festival – „Philip Award” w kategorii: muzyka oryginalna i adaptowana w polskim filmie – Krzesimir Dębski (2000)